# Jaelin Kauf
Jaelin Charlotte Kauf (født 26. september 1996) er en kvindelig amerikansk freestyle skiløber som konkurrerer i pukkelpist. Hun deltog for første gang under Vinter-OL 2018 i Pyeongchang, hvor hun blev nummer 7 den første finale og dermed missede hun lige akkurat den endelige finale. Ved Vinter-OL 2022 i Beijing, vandt hun så hendes første olympiske sølvmedalje med en score på 80.28 i den endelige finale.
Hun repræsenterede også USA, ved VM i freestyle skiløb 2017 i Sierra Nevada, Spanien og VM i freestyle skiløb 2017, hvor hun vandt henholdsvis bronze og sølv.